# Arizonai lappantyú
Az arizonai lappantyú (Antrostomus arizonae) a madarak (Aves) osztályának a lappantyúalakúak (Caprimulgiformes) rendjéhez, ezen belül a lappantyúfélék (Caprimulgidae) családjához tartozó faj.

## Rendszerezése
A fajt William Brewster amerikai ornitológus írta le 1881-ben, a síró lappantyú (Antrostomus vociferus) alfajaként, Antrostomus vociferus arizonae néven. Sorolták a Caprimulgus nembe Caprimulgus arizonae néven is.

## Alfajai
- Antrostomus arizonae arizonae (Brewster, 1881) - az Amerikai Egyesült Államok délkeleti részétől Közép-Mexikóig
- Antrostomus arizonae setosus (van Rossem, 1934) - Mexikó keleti része
- Antrostomus arizonae oaxacae (Nelson, 1900) - Mexikó délnyugati része
- Antrostomus arizonae chiapensis (Nelson, 1900) - Mexikó délkeleti része és Guatemala
- Antrostomus arizonae vermiculatus (Dickey & van Rossem, 1928)[2] - Honduras és Salvador

## Előfordulása
Az Amerikai Egyesült Államok déli részén, Mexikó, Guatemala, Honduras és Salvador területén honos. Természetes élőhelyei a szubtrópusi vagy trópusi hegyi esőerdők és lombhullató erdők. Vonuló faj.

## Megjelenése
Testhossza 22–27 centiméter, testtömege 42-62 gramm.

## Természetvédelmi helyzete
Az elterjedési területe rendkívül nagy, egyedszáma viszont ismeretlen. A Természetvédelmi Világszövetség Vörös listáján nem fenyegetett fajként szerepel.